# 費爾興戰役
費爾興戰役（德語：Schlacht bei Verchen）是1164年7月6日萨克森人和西斯拉夫奧博特人之間的一場戰鬥。
1160年，奧博特人遭到萨克森人和丹麥人的襲擊，導致奧博特人王子尼克洛特死亡，並瓜分了奧博特人的土地。尼克洛特的兒子普利比斯瓦夫（Pribislav）於1163年起義，奪取了馬爾肖和奎兹丁的城堡。
薩克森公爵狮子亨利的軍隊集中在德明附近的費爾興，由來自薩克森、荷爾斯泰因、迪特馬爾申和弗里西亞的軍隊組成。丹麥國王瓦爾德馬大帝的艦隊也協助了基督教軍隊。他們遭到由普里比斯拉夫和波美拉尼亞公爵博吉斯瓦夫一世和卡西米爾一世領導的斯拉夫人軍隊的反對。基督教領主最終取得了勝利。斯拉夫人的傷亡人數達到2,500人，而荷爾斯泰因的萨克森伯爵阿道夫二世與450名萨克森人一起陣亡。
奧博特人的土地被這場運動蹂躪，包括普利比斯瓦夫在內的許多居民逃往波美拉尼亞。